# Шадыханов, Павел Андреевич
Павел Андреевич Шадыханов (род. 7 мая 1986) — российский футбольный судья.

## Биография
С 2007 года работал ассистентом на матчах второго дивизиона. В качестве главного судьи дебютировал на профессиональном уровне осенью 2008 года, отсудив два матча зоны «Запад» второго дивизиона, в которых в сумме показал 6 жёлтых карточек. В 2011 году, в возрасте 24-х лет, дебютировал в ФНЛ.
С начала сезона 2020/21 Шадыханов стал привлекаться к матчам Премьер-лиги в качестве судьи VAR, а также судил матчи групповой стадии и 1/8 финала Кубка России. Дебютировал в Премьер-лиге 14 марта 2021 года в матче 22-го тура «Тамбов» — «Краснодар» (0:4), в котором показал четыре предупреждения и назначил пенальти в пользу «Краснодара». Всего в дебютный сезон в высшей лиге провёл 4 игры.